# Hans-Rudolf Merz
Hans-Rudolf Merz (Herisau, 1942. november 10. –) svájci politikus, pénzügyminiszter, a 2009-ben a Svájci Államszövetség elnöke.

## Élete
Merz 1942. november 10-én született az Appenzell Ausserrhoden kantonbeli Herisauban. A helyi általános iskola elvégzése után a trogeni gimnáziumba, majd a Sankt Gallen-i egyetemre járt, ahol 1971-ben pénzügyi doktori végzettséget szerzett. 1969 és 1974 között a Szabadelvű Demokrata Párt St. Gallen-i titkára volt, és az Appenzell Ausserrhoden-i Iparszövetség ügyvezetőjeként szolgált, miközben a herisaui sportközpont vezetését is ellátta. Ezt követően 1974-től 1977-ig az UBS wolfsbergi kiképzőközpontjának az igazgatóhelyetteseként tevékenykedett. 1977-től 2003-ig gazdasági tanácsadó és igazgatótanácsi tag, illetve elnök volt több magánvállalkozásnál. 1997 Merzet Appenzell Ausserrhoden kanton képviselőjének választották a Kantonok Tanácsába, ahol a Szabadelvű Demokrata Párt képviselőjeként a Pénzügyi Bizottság elnöke, valamint a Külpolitikai és Biztonságpolitikai Bizottság tagja volt. 2003-ban a Szövetségi Tanács tagjává választották, ahol a pénzügyi tárca vezetését látta el.
2008 szeptemberében Merzet szívroham érte szülővárosában, Herisauban. Másnap légi úton a Berni Egyetem kórházába szállították, ahol szívműtétet hajtottak végre rajta.
Felépülése után decemberben – mint a Szövetségi Tanács legrégebben hivatalban lévő tagját, aki még nem volt elnök – a Svájci Államszövetség elnökévé választották a 2009-es évre. Mandátumának lejártával ismét a pénzügyi tárcát vezette. 2010 augusztusában október 28-ai hatállyal lemondott a Szövetségi Tanácsban elfoglalt tagságáról.
Merz házas; három felnőtt fia van. A szabadidejében szívesen foglalkozik operával, dzsessz-zenével, kultúrtörténettel, szépirodalommal és jéghokival.
A katonaságban őrnagyi rangot ért el.

## Interpelláció a fűszerezett húsárukról
2010. szeptember 20-án Merz a Kantonok Tanácsában Jean-Pierre Grin képviselő interpellációjára válaszolt a fűszerezett húsáruk importja növekedésének témájában. A bürokratikus hangvételű, szakzsargonnal tarkított választ Merz szarkasztikusan azzal kezdte, hogy elmondta, egész vasárnap izgatottan készült arra, hogy felolvashassa a beosztottai által megírt szöveget. Ezután Merz több ízben nevetőgörcsöt kapott az interpellációra adott válasz felolvasása közben. A hivatalos jegyzőkönyv a 16 mondatból álló szövegben hét alkalommal tartalmazza a derültség illetve nagy derültség megjegyzéseket. A pénzügyi tárca vezetője válaszát azzal zárta, hogy elnézést kért az interpelláló képviselőtől, amiért ő maga egy árva szót sem értett abból, amit felolvasott. Ezután az ülést vezető Pascale Bruderer Wyss házelnök így folytatta: „Alig merem elmondani, szövetségi tanácstag úr, de a képviselő úr egy további kérdéssel szeretné fűszerezni a témát.” Az interpellációra adott válasz villámgyorsan elterjedt a videomegosztó hálózatokon.